# La Truite
La Truite is een Franse dramafilm uit 1982 onder regie van Joseph Losey.

## Verhaal
Frédérique wordt genegeerd door haar homoseksuele man en ze heeft schoon genoeg van het werk op de forelkwekerij van haar ouders. Op zoek naar een beter leven komt ze uiteindelijk in Japan terecht in de handen van een Franse zakenman. Als ze over haar overhaaste handelingen begint na te denken, wil ze terug naar huis.

## Rolverdeling
| Acteur               | Personage            |
| -------------------- | -------------------- |
| Isabelle Huppert     | Frédérique           |
| Jean-Pierre Cassel   | Rambert              |
| Jeanne Moreau        | Lou Rambert          |
| Daniel Olbrychski    | Saint-Genis          |
| Jacques Spiesser     | Galuchat             |
| Isao Yamagata        | Daigo Hamada         |
| Jean-Paul Roussillon | Verjon               |
| Roland Bertin        | Graaf                |
| Lisette Malidor      | Mariline             |
| Craig Stevens        | Carter               |
| Ruggero Raimondi     | Gast                 |
| Alexis Smith         | Gloria               |
| Lucas Belvaux        | Klerk                |
| Pierre Forget        | Vader van Frédérique |
| Ippo Fujikawa        | Kumitaro             |